# 磯部定治
磯部定治（いそべ さだじ、1931年- ）は、新潟県の地方史・文学研究家。

## 人物・来歴
新潟県小出町（現魚沼市）に生まれる。1952年新潟県立小千谷高等学校小出分校（後の新潟県立小出高等学校）卒。同年、越南タイムズ社入社、92年同社退社。

## 著書
- 『銀山物語』 (日報選書) 新潟日報事業社, 1983.5
- 『魚野川物語』野島出版, 1985.9
- 『越後・魚沼人の暮らしの足跡』野島出版, 1986.12
- 『只見線物語』恒文社, 1989.11
- 『魚沼の明治維新』恒文社, 1991.6
- 『魚沼の先覚者 歴史を拓いた人びと』恒文社, 1994.11
- 『鈴木牧之の生涯』野島出版, 1997.12
- 『ふるさとの伝説と奇談』野島出版, 1998-99
- 『越後長岡藩の悲劇』新潟日報事業社, 1998.6
- 『越後洞門手掘隧道物語』(とき選書) 新潟日報事業社, 1999.2
- 『ふるさとを愛した歌人宮柊二』新潟日報事業社, 2001.5
- 『越後の鬼』新潟日報事業社, 2005.1
- 『滅びゆく民俗文化』野島出版, 2006.4
- 『情熱の人関矢孫左衛門』新潟日報事業社, 2007.1

編著
- 『銀山平を拓いた人々』編著, 櫻井文壹監修. 銀山拓殖, 2001.12

### 現代語訳・校注
- 鈴木牧之『秋山記行 現代語訳』訳・解説. 恒文社, 1998.7
- 橘崑崙『北越奇談 現代語訳』荒木常能監修, 野島出版, 1999.12
- 『鈴木牧之の小説 現代語訳』野島出版, 2003.11
- 小幡梅吉『戊辰小出島戦争記 戊辰戦争一四〇年』魚沼市文化協会, 2008.8